# Dorcatoma falli
Dorcatoma falli är en skalbaggsart som beskrevs av White 1965. I den svenska databasen Dyntaxa används istället namnet Dorcatoma dresdensis. Dorcatoma falli ingår i släktet Dorcatoma och familjen trägnagare. Arten är reproducerande i Sverige. Inga underarter finns listade i Catalogue of Life.